# Клітоцибе восковий
Клітоцибе восковий, говорушка вибілена (Clitocybe phyllophila P. Kumm. 1871 = Clitocybe cerussata (Fr.) Gill. 1874) — отруйний гриб з родини трихоломових — Tricholomataceae. Місцева назва — грузлик отруйний.

## Опис
Розмір шапки 2-8 см у діаметрі, з вигляду вона плоско або увігнуто розпростерта, іноді майже лійкоподібна, з тонким, спочатку закрученим, далі плоским, здебільшого хвилястим, часом піднятим вгору, краєм; матово-біла, із світлішими розводами, згодом сірувато-жовтувато-біла, гола. Пластинки трохи переходять на ніжку, білі, старі — кремові. Спорова маса біла. Спори 4-6 Х 33,5 мкм, яйцеподібні, гладенькі. Ніжка 2,5-6 Х 1,2-6,4 см, циліндрична, іноді донизу звужена, щільна, пружна, білувата, згодом брудно-жовтувата. М'якуш білий, на смак і запах приємний.

## Поширення та місця існування
Росте по всій Україні у серпні — жовтні, великими групами, у хвойних та листяних лісах.

## Практичне використання
Отруйний гриб, містить мускарин.